# Eisbründlhöhle
Die Eisbründlhöhle oder Bründlhöhle ist eine Karsthöhle im Bezirk Straßgang der steirischen Landeshauptstadt Graz. Aus der Höhle entspringt der episodisch wasserführende Bründlbach. Die noch am Hang folgenden Bründlteiche und der umgebende Wald unweit des Schlosses St. Martin bilden ein beliebtes Naherholungsgebiet.

## Lage und Geologie
Die Höhle liegt am östlichen Fuß des Buchkogels gut 5 km außerhalb des Grazer Stadtzentrums im Bezirk Straßgang. Von der nächsten Bus-Haltestelle der Graz Linien (Linie 33) benötigt man zu Fuß etwa 10 Minuten.
Typisch für den geologischen Bau des Plabutsch handelt es sich bei dem Hohlraum um eine Karsterscheinung. Er liegt in einer Einschaltung von Eggenberger Brekzie in Dolomit. Im Rahmen hydrogeologischer Untersuchungen wurden in den 1950er Jahren unterirdische Verbindungen mit der auf der anderen Seite des Berges gelegenen Feliferhof-Polje festgestellt, durch die die im Höhleninneren befindliche Quelle des Bründlbaches gespeist wird. Aufgrund der für Karstsysteme charakteristischen Schüttungsschwankung (u. a. durch Niederschlagsabhängigkeit) fließt das Wasser lediglich episodisch. 1953 wurde die durchschnittliche Quellschüttung auf 4 bis 6 l/s geschätzt. Der bislang gemessene Höchstwert datiert aus dem Jahr 1956 und beträgt 197 l/s.
Durch Versturz und Verschwemmungen wurde der gangbare Bereich der Höhle stark reduziert. Früher konnte man dem Bachlauf zu einem kleinen Stehgewässer namens „Zwergenparadies“ folgen, aus dessen Mitte ein markanter Felsen, die „Wichtelburg“, emporragte. Heute ist nur noch ein kurzer, etwa 10 m langer Seitengang begehbar. Nach stärkeren Niederschlägen ist dieser Höhlenteil wassererfüllt, was das Tragen von Gummistiefeln unverzichtbar macht.

## Geschichte
Die Eisbründlhöhle fand bereits mehrfach Eingang in volkstümliche Erzählungen. Eine durch K. Haiding überlieferte Sage lautet wie folgt:
„In der Nähe des Bründlteiches bei St. Martin soll sich der Eingang zu einer unterirdischen Höhle befinden. Vielleicht ist es der Eingang zu der Höhle, aus der das Bächlein kommt. Durch diesen Gang erreicht man unter unsäglichen Mühen und Gefahren einen See, dessen Fluten den Boden des Ganges unterwühlen. Ist jemand so unglücklich, diesen See zu erreichen, so ist Graz verloren, denn alsbald wird die Stadt von den Wogen des Sees überflutet.“
Die Bezeichnung Bründl geht auf den Martinsbrunnen zurück, eine ehemalige Quelle, deren Wasser bis Ende des 19. Jahrhunderts Heilkräfte nachgesagt wurden. Dieser nunmehr versiegte Brunnen bildete das Herzstück einer großzügigen, zum Schloss St. Martin gehörigen Parkanlage mit drei Teichen, die 1830 sogar von Kaiser Franz samt Gefolge besucht wurde. In einem illustrierten Wanderführer von 1885 wurde der Park folgendermaßen beschrieben:
„Nach den Teichen erreichen wir nach wenigen Schritten die Grotte (die Eisbründlhöhle, Anm.) und das im tiefen Schatten liegende Brünnlein, umgeben von einem aus Rasenstufen hergestellten Amphitheater; ein Plätzchen so wohlig, daß wir gerne ein Stündchen hier verträumen.“
In unmittelbarer Nähe des Höhleneingangs befindet sich ein mittlerweile stillgelegter Steinbruch sowie seit 1987 die südliche Notausfahrt des Plabutschtunnels.

## Die Bründlteiche
Drei Bründlteiche wurden im 19. Jahrhundert als Fischteiche vom Schloss St. Martin angelegt und wurden vom Quellwasser aus dem Höhleninneren gespeist.
Mit Stand 2024 liegt der unterste Teich seit längerem trocken. Die oberen zwei Teiche der Kaskade werden von Quellwasser aus dem Plabutschtunnel gespeist. Am oberen Teich wurde eine Holzplattform mit Geländer errichtet, die vom Ufer bis zu Pfählen im Teich reicht.
Die Teiche und der umgebende Erlenbruchwald bilden als bedeutendes Biotop einen Geschützten Landschaftsteil. Neben Fischen und Muscheln kommen zahlreiche Amphibienarten vor. Der Naherholungscharakter des 19. Jahrhunderts ist bis heute erhalten geblieben, so führt rund um den obersten (größten) Teich ein barrierefreier Wanderweg, in Richtung St. Martin kann ein Waldlehrpfad begangen werden, an dem auch ein ergrabenes norisch-pannonisches Hügelgrab aus dem 2. Jhdt. überdacht gezeigt wird.

## Hochwasserschutz
Im Bereich der Bründlwiese und am ehemaligen Firmengelände der Leykam Medien AG kam es in der Vergangenheit immer wieder zu Hochwasserschäden. Aus diesem Grund wurde in den Jahren 2011 und 2012 ein Rückhaltebecken für den Bründlbach errichtet.

## Bilder

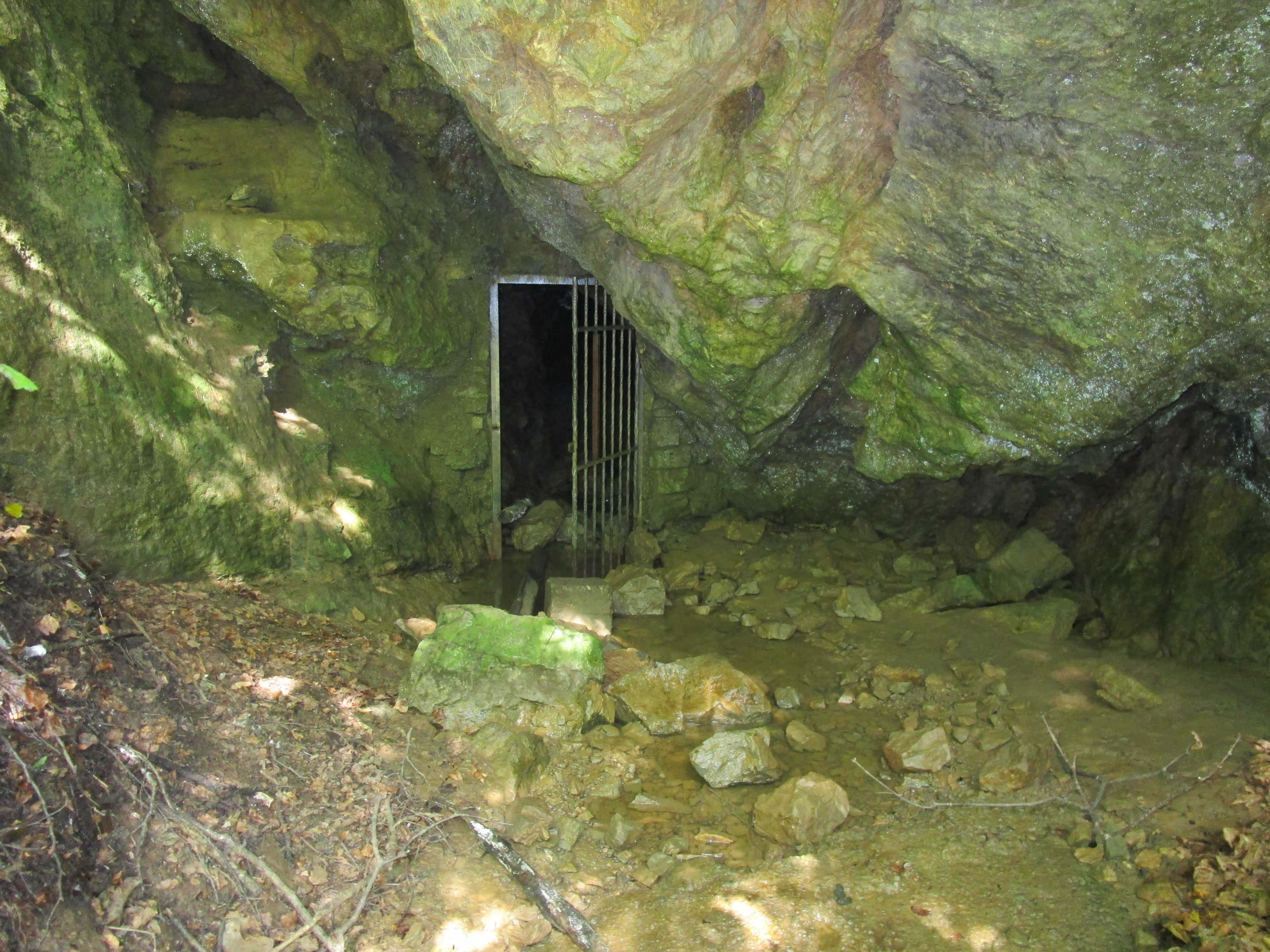
Höhleneingang
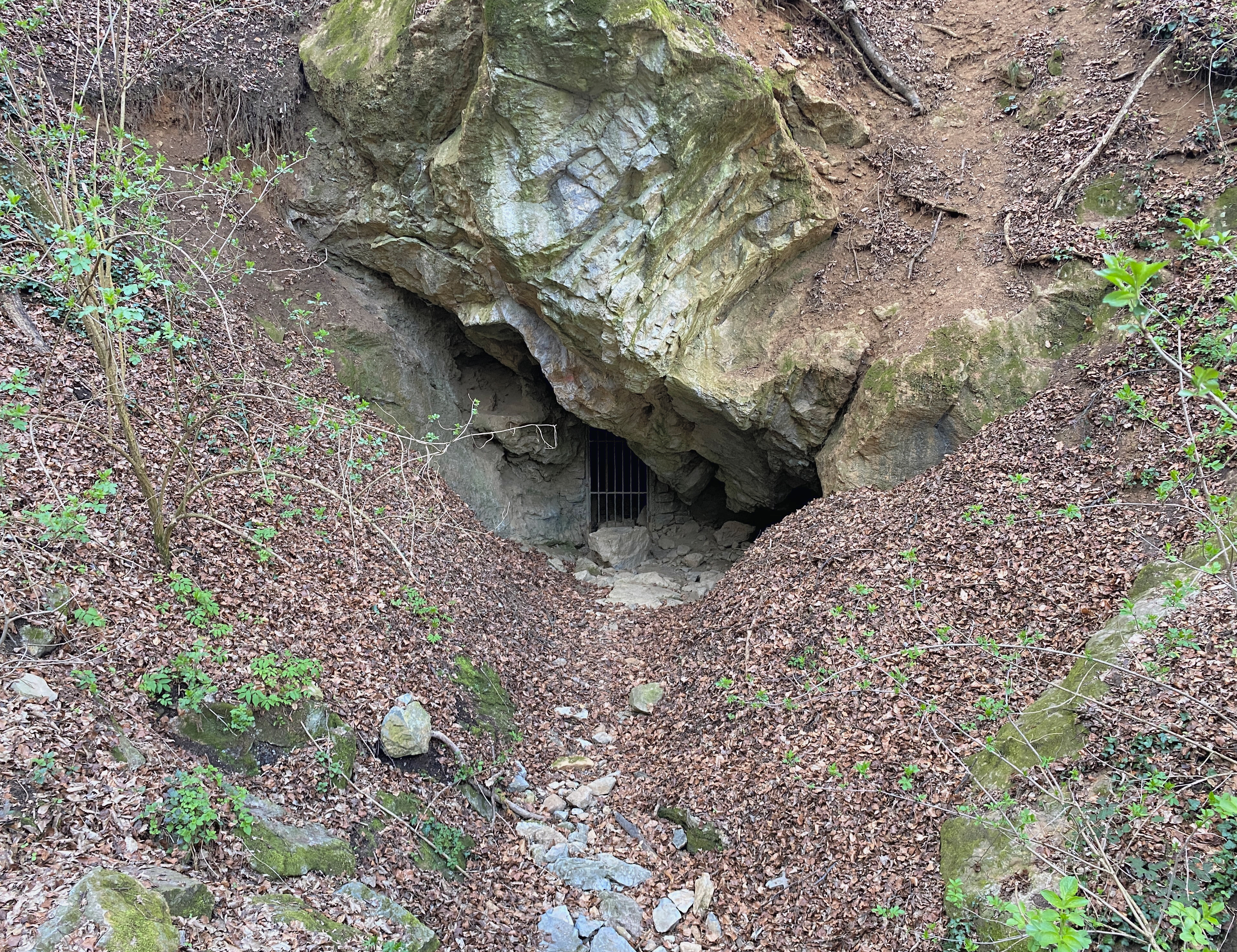
Der Höhleneingang von der nahegelegenen Straße aus gesehen
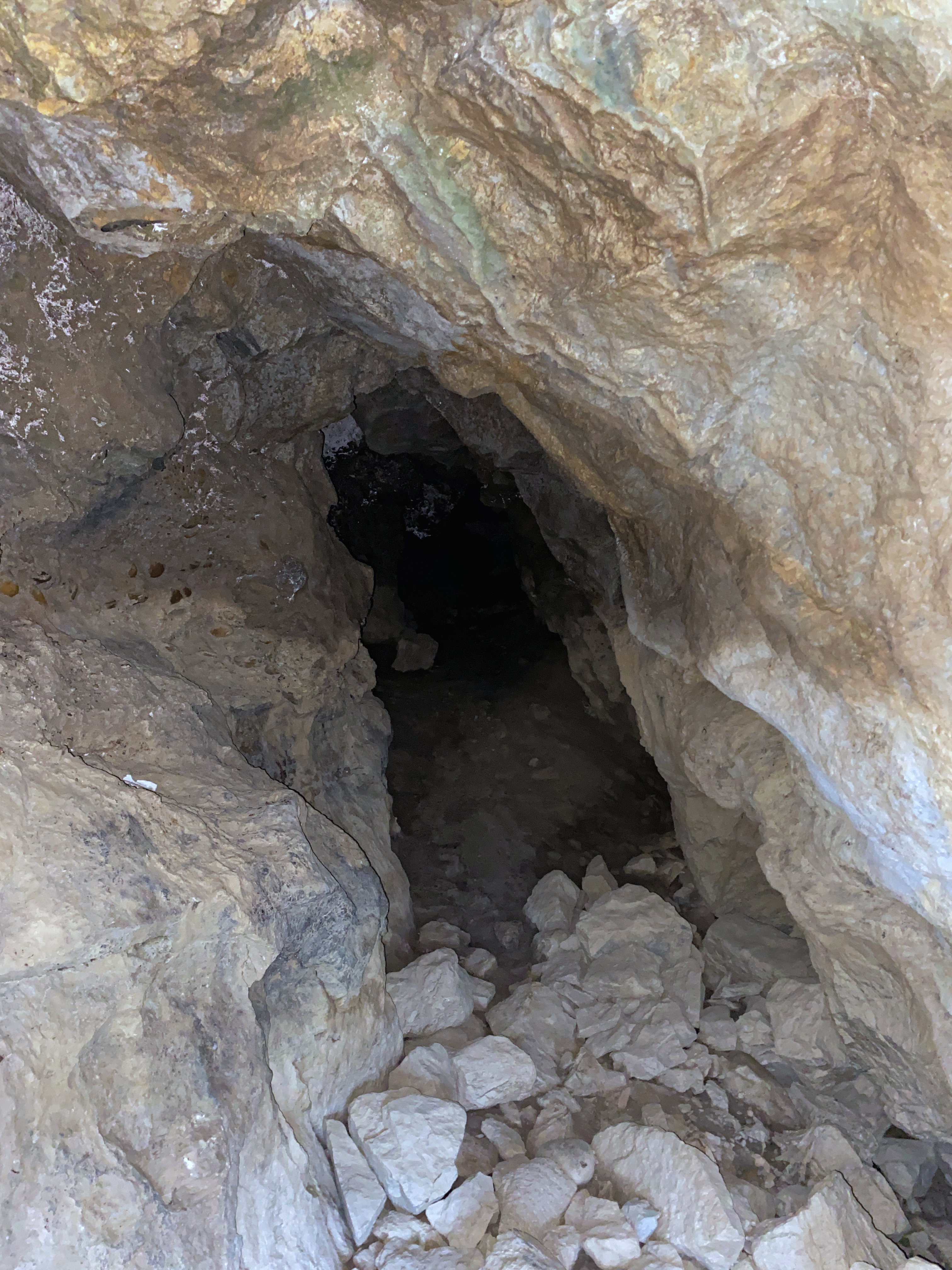
Blick vom Tor der Höhle in das Innere
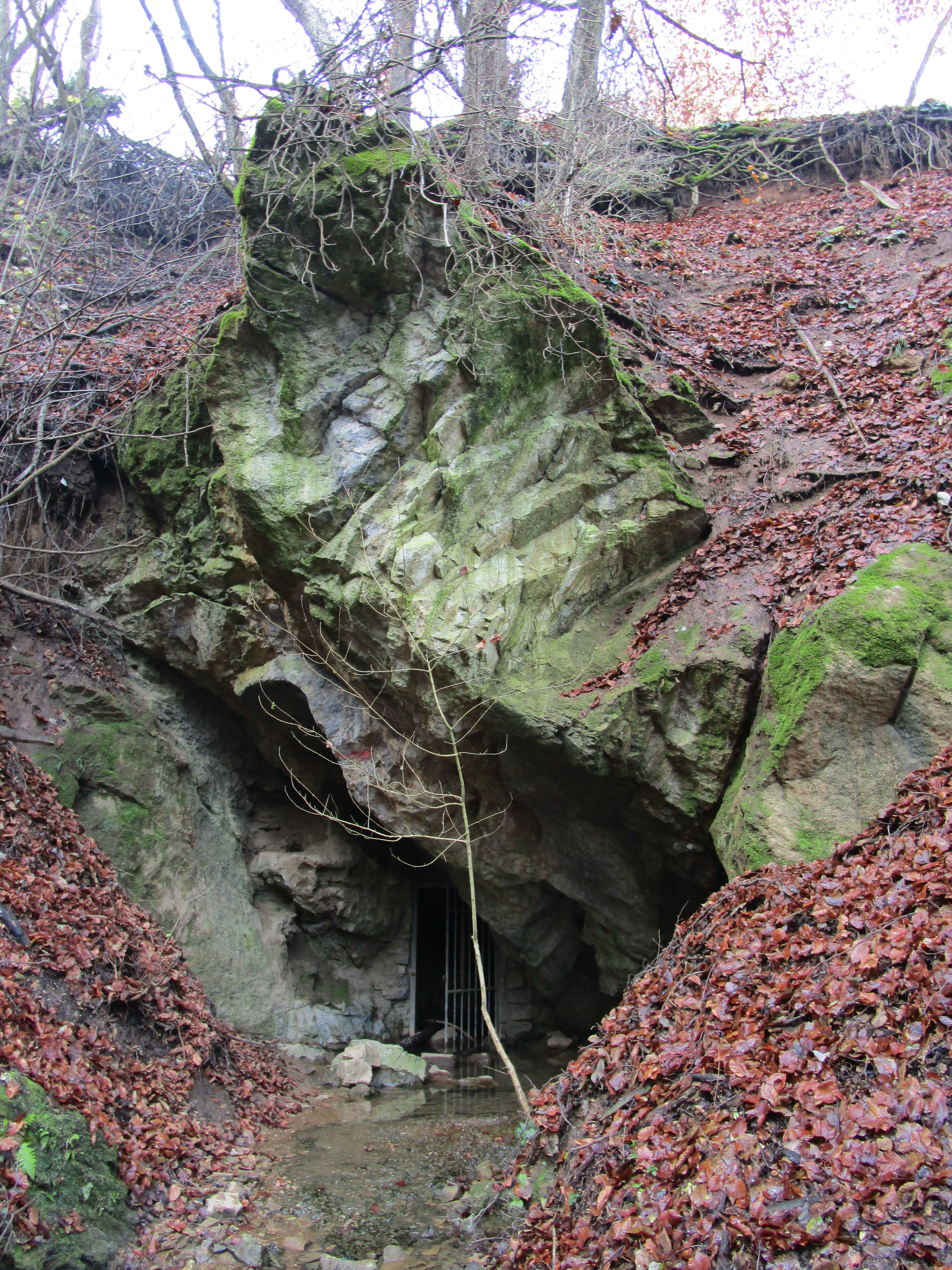
Höhleneingang im Dolomit
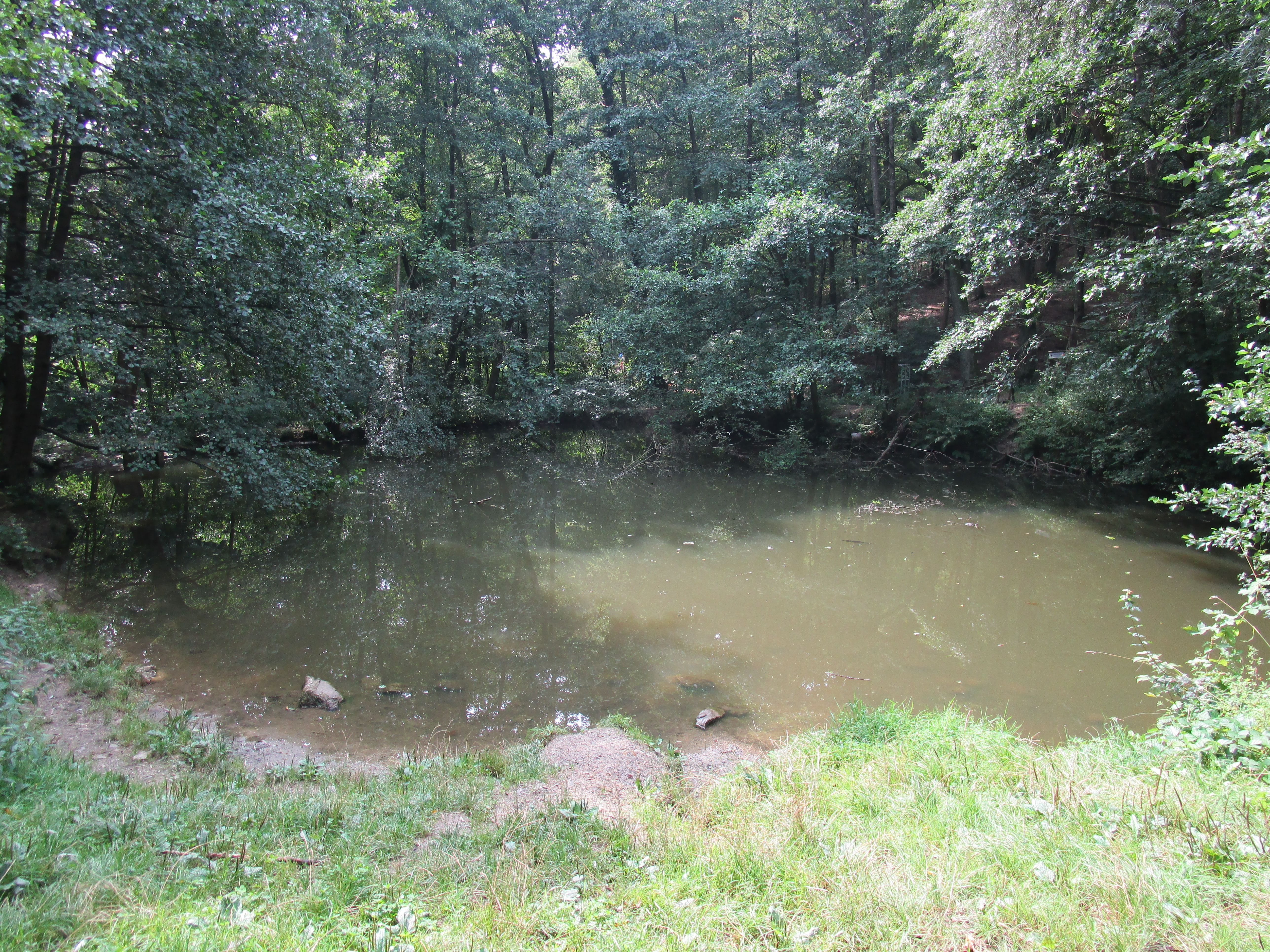
Oberer Bründlteich